# Gucio i Cezar
Gucio i Cezar – serial animowany produkcji polskiej zrealizowany w latach 1976-1977. Scenariusz napisany przez Krystynę Boglar.

## Fabuła
Serial opowiada o Guciu – niezdarnym hipopotamie oraz Cezarze, rozważnym psie. Gucio i Cezar pomagają przyjaciołom i są zawsze chętni, aby wyruszyć w podróż w nieznane krainy oraz poznać nowych znajomych.

## Twórcy
Reżyseria:
- Roman Huszczo (odcinki: "Klucz do skarbu", "Cyrk),
- Alina Maliszewska (odcinek: "Gdzie jest Bazyli"),
- Bogdan Nowicki (odcinek: "Rakieta kosmiczna"),
- Jan Siupik (odcinki: "Wielkie zwycięstwo", "Jak wygląda śnieg"),
- Leszek Galewicz (odcinki: "Łowcy słoni", "Wyprawa po jabłka").

Głosów użyczyli:
- Mieczysław Czechowicz (Gucio)
- Bronisław Pawlik (Cezar)
- Krystyna Borowicz (Karolina)

## Spis odcinków
1. Klucz do skarbu
2. Cyrk
3. Gdzie jest Bazyli
4. Rakieta kosmiczna
5. Wielkie zwycięstwo
6. Jak wygląda śnieg
7. Łowcy słoni
8. Wyprawa po jabłka

## Filatelistyka
Postacie Gucia i Cezara znalazły się na dwóch znaczkach pocztowych wydanych w 2011 przez Pocztę Polską.